# Rodmersham
Rodmersham es una parroquia civil y un pueblo del distrito de Swale, en el condado de Kent (Inglaterra).

## Geografía
Según la Oficina Nacional de Estadística británica, Rodmersham tiene una superficie de 5,66 km².

## Demografía
Según el censo de 2001, Rodmersham tenía 563 habitantes (49,02% varones, 50,98% mujeres) y una densidad de población de 99,47 hab/km². El 20,43% eran menores de 16 años, el 74,42% tenían entre 16 y 74 y el 5,15% eran mayores de 74. La media de edad era de 40,07 años. Del total de habitantes con 16 o más años, el 20,09% estaban solteros, el 70,76% casados y el 9,15% divorciados o viudos.
El 96,63% de los habitantes eran originarios del Reino Unido. El resto de países europeos englobaban al 1,07% de la población, mientras que el 2,31% había nacido en cualquier otro lugar. Según su grupo étnico, el 99,29% eran blancos y el 0,71% mestizos. El cristianismo era profesado por el 79,04% y el islam por el 0,53%, mientras que el 12,97% no eran religiosos y el 7,46% no marcaron ninguna opción en el censo.
278 habitantes eran económicamente activos, 268 de ellos (96,4%) empleados y 10 (3,6%) desempleados. Había 212 hogares con residentes y 6 vacíos.